# Гватемальская партия труда
Гватемальская партия труда (ГПТ; исп. Partido Guatemalteco del Trabajo) — марксистско-ленинская партия в Гватемале.

## История
Коммунистическая партия Гватемалы была создана в городе Гватемала 28 сентября 1949 года. Партия стала преемницей традиций первой Коммунистической партии Гватемалы, созданной в 1922 году и в 1932 году прекратившей своё существование в результате жестоких правительственных репрессий.
В декабре 1952 года, на II съезде ГПТ было принято решение о переименовании партии в Гватемальскую партию труда, на этом же съезде были приняты Программа и устав ГПТ. 18 декабря 1952 года состоялась официальная регистрация партии.
В обстановке общедемократического подъёма, вызванного революцией 1944 года, ГПТ активно участвовала в организации рабочего и крестьянского движения, в борьбе за демократические преобразования (в том числе — за принятие трудового законодательства и за принятие и проведение в жизнь закона об аграрной реформе, к которому был причастен её лидер Хосе Мануэль Фортуни) и в целом выступала в поддержку политики правительств Хуана Хосе Аревало и Хакобо Арбенса.
В мае 1953 года по инициативе ГПТ в стране был создан Единый патриотический фронт — общественная организация, объединявшая сторонников правительства Х. Арбенса. На местах началось создание комитетов защиты суверенитета.
27 июня 1954 года правительство Хакобо Арбенса было свергнуто в результате организованной США военной интервенции, к власти пришла военная хунта.
- 29 июня 1954 года был подписан указ о запрете деятельности Гватемальской партии труда[3].
- 30 июня 1954 года был подписан указ о закрытии партийной газеты «Трибуна популар» и аресте всех членов ГПТ. Здание Центрального комитета партии было занято солдатами, но руководитель партии Фортуни сумел избежать ареста, скрывшись в посольстве Аргентины[4].

В дальнейшем, установленный 3 июля 1954 года военно-полицейский режим полковника Кастильо Армаса принял декрет о том, что имущество партии и её членов подлежало конфискации. Партия понесла потери и была вынуждена уйти в глубокое подполье.
В мае 1960 года состоялся III съезд ГПТ, на котором:
- была утверждена организационная структура партии: в городах действовали секции в профсоюзах, на предприятиях и в жилых кварталах; в сельской местности — ячейки, созданные по территориальному принципу[6].
- кроме того, было принято решение о «пропаганде действием»: члены партии открывали небольшие торговые лавки, столовые, прачечные и мастерские, товары в которых продавались для местного населения со сравнительно небольшой наценкой, «по справедливым ценам»; кроме того, в сельской местности активистами из числа крестьян было создано несколько кооперативов по совместной обработке земли. Часть прибыли от коммерческой деятельности направлялась на финансирование деятельности партии (в частности, приток дополнительных денежных средств позволил начать выпуск газеты «Кампанья», которая выходила раз в две недели)[6].
- кроме того, было решено активизировать сотрудничество с профсоюзами и возобновить выпуск внутрипартийного информационного бюллетеня «Эль Милитанте»[7]
- также, III съезд утвердил «Политическую платформу», содержащую анализ политического и экономического положения в Гватемале и поставившую задачу «борьбы против реакционной проимпериалистической диктатуры, за установление демократического революционного правительства». Съезд определил, что по своему характеру гватемальская революция на данном этапе является «аграрной, антиимпериалистической и народной». Исходя из существующих условий, ГПТ пришла к выводу, что революция должна развиваться в форме революционной вооруженной борьбы народа[8].

В 1962—1963 годах властями были арестованы ряд деятелей оппозиции, в том числе: руководитель ГПТ и основатель Конфедерации трудящихся Гватемалы Виктор Мануэль Гутьеррес, руководитель профсоюза полиграфистов Хосе Альберто Кардос, генеральный секретарь автономной федерации профсоюзов Гватемалы Энрике Крус, активисты профсоюзного движения Мануэль Ф. Контрерас, Мигель Вальдес Хирон, Франсиско Корадо Рамирес, Антонио Овандо Санчес, это событие вызвало массовые акции протеста (в конечном итоге, в октябре 1963 года, Виктор Мануэль Гутьеррес и ещё 12 активистов были освобождены и высланы из страны).
В феврале 1962 года ГПТ вместе с другими революционными группами (организация «20 октября», студенческое движение «12 апреля» и «Революционное движение 13 ноября») начала подготовку к вооружённой борьбе.
30 марта 1963 года, после военного переворота в стране, был создан «Единый фронт сопротивления» — политическая организация оппозиционных сил.
30 ноября 1963 года были созданы Повстанческие вооружённые силы (Fuerzas Armadas Rebeldes, FAR), командующим которыми стал Марко Антонио Иона Соса.
В конце 1963 года властями был арестован Карлос Альварадо Херес, один из руководителей ГПТ и основателей компартии Гватемалы.
Национальная конференция ГПТ в феврале 1966 года наметила меры по укреплению единства партии и подтвердила курс на вооружённую борьбу как стратегическую установку.
Похищение и убийство 33 лидеров левого движения страны, совершённое в марте 1966 года правительственными силами, было серьёзным ударом для ГПТ. Всего за период между III и IV съездами ГПТ, состоявшимися, соответстовенно, в 1960 и 1969 годах, было убито более половины членов ЦК, в том числе такие видные руководители, как Виктор Мануэль Гутьеррес, Октаво Рейес, Леонардо Кастильо Флорес и другие. Была похищена и убита и вступившая в ГПТ Мисс Гватемала Рохелия Крус.
Отдельные решения выживших представителей руководства ГПТ (вроде поддержки на президентских выборах 1966 года Мендеса Монтенегро, впоследствии безжалостно уничтожавшего целые деревни, симпатизировавшие коммунистическим повстанцам) вызвали недовольство леворадикального большинства Повстанческих вооружённых сил, придерживавшегося геваристских взглядов и уделявшего большее внимание вопросу освободительной борьбы коренного индейского населения. В результате, в начале 1968 года ГПТ, вышедшая из состава Повстанческих вооружённых сил после совершившегося раскола, создала самостоятельную вооружённую организацию — Революционные вооружённые силы (Fuerzas Armadas Revolucionarias, FAR).
20-22 декабря 1969 года состоялся IV съезд ГПТ, который прошел в условиях конспирации.
26 сентября 1972 года правительственные силы арестовали генерального секретаря ГПТ Бернардо Альварадо Монсона и ещё семерых важных деятелей партии. На следующий день по распоряжению президента Карлоса Араны они были казнены. 20 декабря 1974 года правительственными силами был арестован и убит новый генеральный секретарь ГПТ, Уберто Альварадо Арельяно.
Несмотря на тяжёлый урон, влияние партии к середине 1970-х продолжало расти, особенно в студенческой и профсоюзной среде. Однако в конце 1970-х в ГПТ произошли два раскола, вызванные неоднозначным отношением партии к вооружённой борьбе.
29 мая 1978 года военнослужащие гватемальской армии совершили массовое убийство мирных жителей в Пансосе. В ответ, в июне 1978 года вооружённое крыло ГПТ совершило взрыв полицейского участка на севере Гватемалы (были убиты 25 полицейских), но партийное руководство отмежевалось от этой акции.
В дальнейшем, более радикальная фракция сформировала самостоятельную Гватемальскую партию труда — Национальное исполнительное ядро, сблизившуюся с Партизанской армией бедных и Повстанческими вооружёнными силами. Вскоре от официальной просоветской ГПТ (называемой также Гватемальская партия труда — Центральный комитет) отошли также вооружённое крыло партии и фракция, недавно перешедшая в ГПТ из ПВС, создавшие Гватемальскую партию труда — Коммунистическую партию.
В мае 1980 года состоялось совещание руководства ГПТ, «Повстанческих вооружённых сил», «Партизанской армии бедняков» и «Организации вооружённого народа», по результатам которого был создан блок левых сил «Куартапатрита» и достигнуто соглашение о координации действий. В дальнейшем, 7 февраля 1982 года был создан блок «Гватемальское национальное революционное единство» (Unidad Revolucionaria Nacional Guatemalteca, URNG), в состав которого вошли все четыре организации.
В 1983 году все три фракции сильно пострадали благодаря попавшему в руки правительства Карлосу Кинтеросу (ранее исключённому и из ГПТ-НИЯ, и из ГПТ-КП), сообщившему секретные данные о партизанском движении. ГПТ-НИЯ и ГПТ-ЦК даже провели совместное празднование 38-летия основания партии.
29 декабря 1996 года было подписано мирное соглашение между правительством Альваро Арсу и ГНРЕ. Когда ГНРЕ была преобразована из коалиции различных групп в единую политическую партию в 1998 году, входящие в неё организации были распущены.
В октябре 2005 года группа бывших членов Гватемальской партии труда и ряда других революционных организаций воссоздала ГПТ как марксистско-ленинскую партию.

## Генеральные секретари партии
- Хосе Мануэль Фортуни (1949—1954)
- Бернардо Альварадо Монсон (1954—1972)
- Уберто Альварадо Арельяно (1972—1974)
- Рикардо Росалес Роман (Карлос Гонсалес) (1974—1998)